# Sarona haleakala
Sarona haleakala är en insektsart som beskrevs av Asquith 1994. Sarona haleakala ingår i släktet Sarona och familjen ängsskinnbaggar. Inga underarter finns listade i Catalogue of Life.